# Volendam (Paraguay)
Volendam ist eine Mennonitenkolonie im San Pablo Distrikt in Paraguay. Die Siedlung wurde 1947 unweit der Kolonie Friesland von mennonitischen Flüchtlingen gegründet, die nach dem Zweiten Weltkrieg aus der damaligen Sowjetunion kamen. Der Ort wurde nach dem Schiff Volendam benannt, das sie nach Südamerika brachte. Insgesamt setzten 1947 über 1100 Siedler nach Paraguay über. Im darauf folgenden Jahr kamen noch einmal ungefähr 1700 Einwanderer hinzu.
Volendam liegt im geografischen Zentrum des Landes am Río Paraguay und auf Höhe der Stadt San Pedro.
2001 lebten in Volendam ungefähr 550 Bewohner mit deutschen Wurzeln, die Plautdietsch als Umgangssprache verwenden.